# Wernaszen
Wernaszen – wieś w Armenii, w prowincji Wajoc Dzor. W 2011 roku liczyła 1113 mieszkańców.